# 巨口鱊
巨口鱊为輻鰭魚綱鯉形目鲤科鱊屬的鱼类。分布于日本以及中國江苏五里湖等。该物种的模式产地在日本，本魚體呈橢圓形且側扁，雄魚的背鰭呈灰色，成年雄性的臀鰭為白色，幼魚背鰭上沒有黑色斑點，背鰭軟條12至14枚；臀鰭軟條11至13枚；脊椎骨35至38個，體長可達7.9公分，棲息在氾濫平原的溪流、水塘、湖泊，繁殖期時，雌魚會透過輸卵管，將卵產入宿主貽貝體內。

## 亞種
確認了五個亞種：
1.紅鰭巨口鱊(Acheilognathus tabira erythropterus)：分布日本本州東部太平洋沿岸（宮城縣、栃木縣、茨城縣、千葉縣和東京都）。
2.喬氏巨口鱊(Acheilognathus tabira jordani)：分布日本本州西部（富山縣、石川縣、福井縣、鳥取縣和島根縣）日本海沿岸。 3.中村巨口鱊( Acheilognathus tabira nakamurae)：分布日本九州地區。
4.本州巨口鱊(Acheilognathus tabira tohokuensis)：分布日本本州東部的日本海一側（西部地區的秋田、山形、福島和新潟縣）。
5.巨口鱊(Acheilognathus tabira tabira)：分布日本本州西部。

## 扩展阅读
維基物種上的相關：巨口鱊